# Hundstein
L'Hundstein (2.117 m s.l.m.) è la montagna più alta delle Alpi Scistose Salisburghesi nelle Alpi Settentrionali Salisburghesi. Si trova nel Distretto di Zell am See del Salisburghese.